# 佳能RF接环
佳能 RF 接环 （英文: RF Mount） 是佳能公司所设计的镜头接环。提供 EOS R 系列产品连接镜头所使用的卡口。

## 结构

### 接环架构
法兰距: 20 mm，内径: 54 mm

### 接环材质
该接环通常采用了金属材质（如铝合金等） 以及部分工程塑料材质相结合的方式。金属材质部分主要用于关键的连接部位，这能够确保接环具备良好的耐用性，以承受频繁的镜头装卸操作。同时，金属材质也有助于提高接环与镜头和机身之间连接的稳定性，减少因连接松动而可能导致的图像质量问题。而工程塑料材质则应用于一些非关键的、对重量较为敏感的部位，在保证一定强度的同时，有效地减轻了接环的整体重量。

### 接环特点
RF 接环若果接駁L系列鏡頭具备不錯的防尘防水的密封功能,但是佳能從來不保證或列出相機的防水等級。RF 接环拥有12 个电子触点，与上一代EF接环的8个电子触点有所不同。RF接环的触点有更多的功能,速度更快,功率更大，例如传输镜头的焦距、光圈信息，控制镜头的自动对焦、图像稳定系统，以及实现相机对镜头的其他功能设置,因為功率更大,对焦速度,可以更快,也可以支持电动变焦配件。